# Bílá Lhota
Bílá Lhota é uma comuna checa localizada na região de Olomouc, distrito de Olomouc.